# Das Narrenfest

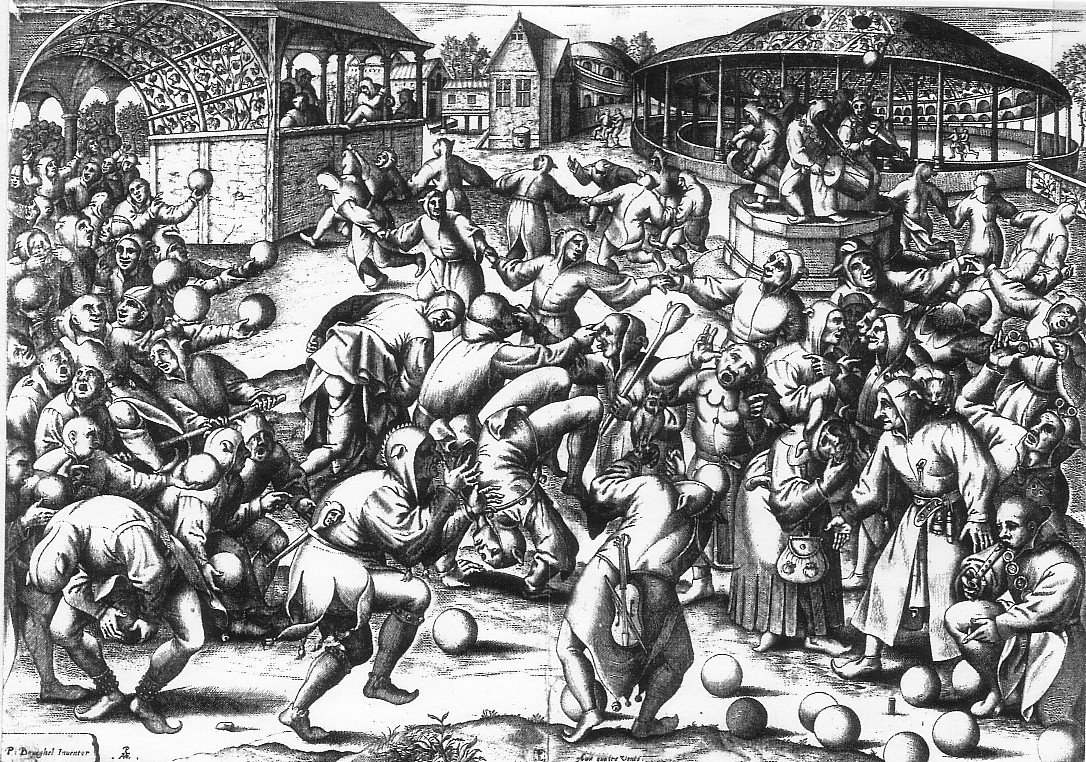
Das Narrenfest (Narrenkonvent um 1550) von Pieter Bruegel dem Älteren ist die Grundlage für das Stück.

Das Narrenfest ist eine Stegreifkomödie des Schauspielers, Regisseurs und Dozenten Tom Witkowski aus dem Jahr 1994 nach dem gleichnamigen Bild von Pieter Bruegel dem Älteren und wurde bisher unter folgenden Titeln bearbeitet und aufgeführt: Comedia del Regio sowie Die Zugvögel.
                                       Vergänglich,

                             wie alles irdische Glück,

                               das Spiel der Mimen,

                      besteht das Narrenfest aus einer

                                „Seifenblasenkette“

              welche die Clowns in schillernden Farben,

                auf einen „Roten Faden“ fädeln; bis es,

          genährt von Vanitas Symbolen und Sinnbildern,

   auch unserer Erinnerung entgleitet …

                                         … bis keiner mehr darüber spricht.

## Konzeption
Das Narrenfest ist gleichermaßen geeignet für:
- Große Schauspiel- und Opernhäuser
- Kleine Theater und Studiobühnen
- Theaterfeste und Freilichtaufführungen
- Als Clowns-Workshop für 8 bis 20 Teilnehmer mit anschließender Aufführung
- Sowie ganz einfach als Unterrichtsmaterial für Clowns-Techniken
- Als Theater-Konvent

## Bearbeitungen
Es liegen drei Bearbeitungen von Tom Witkowski vor:
- Das Narrenfest – ein Fest für Clowns und ein Fressen für Schauspieler, mit einem Vorspiel, zwölf Szenen und einem Nachspiel[1] hatte seine Uraufführung 1994 auf der Burg Frankenberg in Aachen.[2]
- Im Rahmen der Feierlichkeiten zur Verleihung des Karlspreises 1996 an Beatrix, Königin der Niederlande, wurde das Narrenfest unter dem Titel Comedia del Regio in Aachen aufgeführt.[3][4][5][6]
- Die Zugvögel – ein Fest für Europa wurde anlässlich des European Culture Forum 2013 in Brüssel aus dem Narrenfest erarbeitet.[7] Witkowski war in Brüssel Teilnehmer einer dreitägigen Zusammenkunft von über 1000 Kulturschaffenden aus allen Mitgliedsländern der Europäischen Union. Innerhalb dieses Theaterkonvents traten die Theater-Protagonisten mit ihren Eleven auf.

## Handlung
Aus allen EU-Ländern kommen je zwei Abgesandte; etwa so, wie im Mittelalter die Meister mit ihren Schülern durch die Lande reisten. Jeder spricht in seiner eigenen Sprache. Die Mimen (Clowns) treffen sich zum Theaterkonvent. In ihrer ersten Vorstellungsrunde präsentieren sie quasi ihr Land als einzigartige, unverwechselbare und hervorragende Künstler. Das Babylonische Sprachengewirr wird vom Zeremonienmeister geordnet. Hierfür benutzt er „Das Buch mit den sieben Siegeln“. Zu Beginn eines Spielabschnitts wird zum Szenenverständnis das Schlüsselwort in allen teilnehmenden Sprachen oder Dialekten genannt. Dadurch ergibt sich für jeden Zuschauer, gleich welche Sprache er spricht, ein einzigartiges vergnügliches Erlebnis. Der Meister-Schüler-Konvent entstand im Jahr 1994 und wurde am 3. September 1994 unter der Regie von Tom Witkowski auf der Burg Frankenberg Aachen uraufgeführt.

## Inhalt
- Aus allen Teilen Europas strömen sie zusammen, die Menschen mit ihren Träumen, mit ihren Wünschen oder auch nur ihren ganz alltäglichen Bedürfnissen: Ganz einfache Menschen, Liebende, Randfiguren des Lebens, Visionäre, Künstler, Wissenschaftler – Narren allesamt. Sie kommen zum Fest der Begegnung, einmalig oder vergänglich, heiter oder schmerzlich, jedenfalls ein Beisammensein, in dem das Leben sich spiegelt.
- Sie kommen auch, den Euro zu feiern, Sinnbild der Gemeinsamkeit in einem babylonischen Sprachengewirr. Babylon braucht seine Symbole, um Vielfalt und Ordnung miteinander zu versöhnen. Das Fest des Euro wird zum Fest der Einheit in der Vielfalt, wird zur symbolischen Feier des Lebens.
- Hier sind sie nun, die Narren dieser Welt, zugleich die Weisen, die sich nicht scheuen, den Finger in die Wunden des Lebens zu legen. Sie sind unterwegs, Erfahrungen zu suchen und an ihre mitfahrenden Schüler weiterzugeben. Sie tragen die Narrenkugeln bei sich, in denen die Erfahrungen und Erinnerungen in kleinen Stücken symbolisch aufbewahrt sind. Das Narrenfest für den Euro wird zum Sinnspiel des Lebens. Kreisförmig läuft das Leben im Zeitraffer vor uns ab.
- Die Clowns präsentieren in einer ersten Vorstellungsrunde quasi ihr Land: Die Zuschauer erleben Slapsticks, Akrobatik, Songs und alles, was die Phantasie erschaffen kann. Es prallen Welten unterschiedlichster Anschauungen aufeinander. Phantasie regiert das Geschehen und wird konfrontiert mit der Realität, der Ordnung.
- Ein Pennerpaar, Außenseiter der Gesellschaft, die sich auf Kosten der Anderen ein schönes Leben machen, taucht auf und breitet den Warenkorb vor uns aus, sie prahlen mit ihrem zusammengeschnorrten und ergaunerten Luxus. Michel und Minna, selbsternannte Ordnungshüter, setzen dem Treiben ein Ende.
- Ein Galan entdeckt im Warenkorb eine langstielige rote Rose, die seine Sehnsucht nach Liebe und Geborgenheit erweckt. Sie entlockt ihm gar schauerliche Gesänge, so dass man ihn knebelt und verschnürt am Bühnenrand ablegt.
- Die Clowns des Narrenkonvents bereiten ein großes Festmahl vor, Höhepunkt jeder gemeinsamen Feier. Sie versuchen, aus dem Publikum die attraktivste, schönste Frau an ihre Tafel zu laden. Sie weigert sich beharrlich. In einem Clowns-Defilee versuchen die inzwischen liebestollen Narren ihre schönsten Liebesanträge in Lieder, Gedichte oder kleine Kunststücke zu formen. Ohne Erfolg. Deswegen wird der Galan aus seiner Zwangsjacke befreit. Ihm gelingt es, mit seinem Werben die Widerspenstige auf die Bühne zu holen.
- Ein altes Clownspaar erkennt in ihr die eigene Tochter und versucht eine Beziehung mit dem Galan, diesem hergelaufenen Gaukler, zu verhindern. Doch die Liebe ist stärker. Die Angebetete, ein „Heißer Feger“, und der Galan turteln und haben nur noch Augen für einander. Der Galan verschluckt sich und „legt“ unter größten Anstrengungen ein Ei. Sie fängt es mit den Händen auf und baut sofort ein Nest. Der Heiße Feger beginnt zu brüten. Darüber versinkt sie in völliger Apathie, was die Clowns für eine schwere Erkrankung halten.
- Der Arzt kommt, fordert aber zunächst einmal eine Bezahlung – natürlich in Euro. Clowns, die nur aus ihrer Phantasie leben, müssen erfinderisch werden: Sie bitten das Publikum um die Begleichung der Rechnung. Sie wenden alle Tricks an ziehen ihnen buchstäblich das Geld aus der Tasche. Das Pausenfinale gipfelt im Lied vom Euro! Der Arzt, bezaubert vom närrischen Treiben, hängt seinen Beruf an den Nagel und verwandelt sich selbst in einen Clown.
- Nach der Pause sind die Hochzeitsvorbereitungen in vollem Gange. Der Galan nimmt mit allen männlichen Clowns Abschied vom Junggesellenleben. Die weiblichen Clowns umringen als Brautjungfern den Heißen Feger. Aus dem gewachsenen Ei sind erste Stimmen zu hören. Die Zeit drängt, die Trauung muss schnellstens vollzogen werden. In einem furiosen Clowns-Defilee bringen alle dem Brautpaar als Geschenke ihre schönsten Slapsticks dar.
- Jähe Ernüchterung. Der Freudentaumel schlägt um, die beiden Alten fehlen im Defilee der Gratulanten. Die zurückgelassene Narrenkugel bringt Gewissheit über ihren Tod. Das Beerdigungs-Defilee der trauernden Clowns wird durch die Geburt von Zwillingen unterbrochen.
- Tod und Geburt in einer wechselnden Folge. Schmerz und Trauer schlagen um in einen rasenden Freudentaumel. Als Erbe der Toten erhalten die Zwillinge zur Taufe die Vanitas-Kugeln. Filius und Filia wachsen und lernen schnell: Im Eilzugtempo durch die Kinderstube zu erwachsenen Menschen. Die Clowns sind hervorragende Lehrmeister in Theorie und Praxis. In einem vergnüglichen Intermezzo von Lehre und Forschung bringen sie den „Kleinen“ ihre besten und geheimsten Tricks bei. Die Pubertät quält die Alten mehr als die Jungen, die eher ihre Eltern aufklären als umgekehrt. Aus den Kindern werden die geschicktesten Clowns. Sie erhalten im Vanitas-Defilee aller ihre „Meisterbriefe“.
- Aus Altem wird Neues, wie aus den alten Währungen der Euro wurde. Das Narrenfest geht in die Geschichte ein. Bei jedem weiteren Treffen zu Ehren neuer Mitglieder werden alle wieder da sein.

## Personen (Rollencharaktere)
Zeremonienmeister
Leitet organisiert, und kommentiert die Vorstellung. Dazu benutzt er „Das Buch mit den sieben Siegeln“. Mit seinem Stab ruft er die Clowns zusammen jeweils zu Beginn, nach der Pause, oder wenn sie im Zuschauerraum dem Publikum das Geld aus der Nase ziehen. Dabei klopft er mit seinem Stock.
Oder, wenn er eine neue Szene ansagt.
Dabei kann er ohne weiteres auch eine laufende Szene abbrechen, wenn sie zu lang gerät, oder sich verzettelt, oder in eine nicht gewünschte Richtung läuft. Hänger können so auf konziliante Weise aufgefangen werden.
Hofnarr
Die Hofnarren (Es darf durchaus mehrere Hofnarren geben, hierzu gehören auch Pope und Adlatus.) haben absolute Narrenfreiheit. Sie sind innerhalb des Stückes die freien Personen. Hofnarren können sich alles erlauben. Im Narrenfest haben sie die Aufgabe, das ganze Stück im praktischen Ablauf zu leiten und zu organisieren, zu vermitteln und zu soufflieren. Dazu können sie zu den betreffenden Clowns hingehen, es ihnen direkt sagen. Sie können sie auch an die richtige Stelle schieben oder ziehen.
Minna
Die Minna (mit Schrubber) sorgt für Ordnung. Sie wischt ständig Staub, besonders dort, wo nichts mehr zu sein scheint, findet sie noch etwas. Ihre Kommunikation mit anderen läuft nur darüber ab. Sie sucht Kleidungsstücke nach Staubfusseln ab und wischt und bürstet. Mit ihrem Staubwedel kann sie auch mal über die Schuhe wedeln. Im Vorspiel wird sie den Theatereingang und alles, was dazu gehört mit großem Eifer säubern. Die Besucher werden gelegentlich abgebürstet und die Krawatte gerade gerückt, oder am Ärmel gezupft.
Michel
Michel ist für Ruhe zuständig. Obendrein hat er einen Hund! Ein sehr gefährliches Tier, welches er kaum bändigen kann. Wenn ihm etwas nicht passt, schickt er den Hund vor, der dann ganz böse knurren und bellen kann! In solchen kritischen Situationen kommt ihm Minna mit den Worten: „Michel halt den Hund fest!“ zu Hilfe. Dass der Hund nur ein Stofftier oder Holzdackel ist, stört dabei wenig. Im Vorspiel wird er sich wie Graf Koks von der Quarkmühle fühlen. Natürlich hilft er Minna, auch wenn ihm dabei mal ein Zacken aus der Krone fällt.
Michel und Minna: , sie repräsentieren eben eine ganz andere Welt als die der Clowns. Freaks und Hippies sind ihnen ein Dorn im Auge.
Freak oder Penner
Könnte genauso gut von irgendeiner Straßenecke aufgelesen worden sein. Nun ja, was gibt es da zu sagen, solche Leute gibt es eben. Sie können sich nicht ins bürgerliche Leben einordnen, oder begeistern sich übertrieben für etwas, eine Sache, oder Idee. Im Vorspiel ist eine gute Gelegenheit zu schlauchen. Gutgelaunte Besucher des Narrenfestes lassen sicherlich mal was springen. Er geht auf die Besucher mit den Worten zu. „Ich hätt da mal 'ne Frage? Ham' se' nich’ was übrig, ich würd auch gern in die Vorstellung gehn“, oder „Haste de' mal ’n Euro?“. Äußerst unangenehm ist nur, dass da Minna und Michel mit Hund für Ruhe und Ordnung sorgen, und auch noch den Hund auf ihn hetzen.
Hippie oder Pennerin
Der Hippie oder die Pennerin (Ist ein echtes Blumenkind. Die Welt ist schön und am liebsten würde es alle Menschen umarmen.) würde natürlich auch gern in die Vorstellung, hat aber kein Geld. Ihr bleibt gar nichts anderes übrig als mit viel Charme die Besucher zu überreden, ihr ein bisschen Geld zu geben. „Ich würde halt so unheimlich gern Das Narrenfest besuchen. Aber mir fehlt noch was. Können Sie mir nicht aushelfen?“. Wenn bloß Michel und Minna nicht wären. Diese beiden Rollen können variabel aufgefasst werden. Es hängt vom Umfeld und der Zeit ab, in der gespielt wird. Auch sollten die Darsteller ein Mitspracherecht haben.
Galan
Der Galan ist in der Blüte seines Lebens. Er ist der klassische Liebhaber. Ein leidenschaftlicher Sänger, der allerdings nur schauerliche Liebeslieder von sich gibt. Alle wollen nur flüchten, oder er wird geknebelt und gefesselt um ihn am Singen zu hindern. Aber wenn er seine Angebetete im Publikum sieht, wird er zum Stier (Zeus) wenn er seine Geliebte (Europa) aus dem Publikum entführt.
Heißer Feger
Sie ist sich ihrer Schönheit halbbewusst. Vom Himmel fordert sie die Höchsten Sterne und von der Erde jede höchste Lust... (Gretchen: in Goethes Faust). Aber trotzdem ist sie eine starke selbstbewusste Person und verkörpert mit dem Galan das klassische Liebespaar Zeus und Europa. Nur werden hier eben die Stolpersteine und die kleinen liebenswerten Missgeschicke, die das Leben so für uns bereithält, besonders deutlich, und wie mit einer Lupe sichtbar gemacht. Wenn es hier, wie in Romeo und Julia, eine Balkonszene gäbe, so würde sicherlich erst der ganze Balkon zusammenbrechen müssen, ehe sie zueinander fänden.
Der Alte
Der Alte ist der absolute Profi, genauso wie Die Alte
Die Alte
Die beiden Alten:  (Der Alte und Die Alte) sind in ihren Ansichten schon etwas verhärtet, mit Vorurteilen beladen, und haben eher Sprichwörter parat, als die lockeren Sprüche der Kids und die ernsthaften Auseinandersetzungen der mittleren Generation. Sie haben beide schon ihre Wehwehchen, und alles geht nicht mehr so, wie früher. Aber auf der Bühne, bei ihrer Show, da sind sie fit, unübertrefflich.
Doktor
Er ist Bindeglied zwischen der bürgerlichen Gesellschaft und den Clowns. Wenn er überläuft, erfüllt er praktisch die Sehnsüchte Vieler. Irgendwann bricht die Lust, in Freiheit, ungebunden und phantasievoll zu leben, in fast jedem von uns durch. Gerade der Arzt, der Halbgott in Weiß, dem in der bürgerlichen, mit Zwängen beladenen Gesellschaft, alle Hochachtung neidvoll entgegengebracht wird, kann der Phantasie freien Lauf lassen. Möglichst zwei Gentleman, aus GB, very britisch auf Job suche. Eine Koryphäe auf dem Gebiet der Hirnchirurgie mit Assistenten. (Da sich im Moment sehr viele Patienten aus England in Deutschland operieren lassen, reisen sie quasi der „Kundschaft“ hinterher.) Sie möchten gern vom Euro profitieren.
Pope
Ist für alle weniger weltliche Rituale zuständig. Er gehört mit zu den Hofnarren, die für den Ablauf der Vorstellung verantwortlich sind. Sein Narrenstab ist eine Kinder-Bollerwagen-Deichsel, auf die eine Marotte gesteckt ist. Diese wird er in den dafür geeigneten Szenen abnehmen und hält so, ein Holzkreuz in der Hand. Er ist von hoher Weisheit und abgeklärt. Er verkörpert viele Religionen dieser Welt, also nicht nur jene, die das Kreuz als Symbol haben. Darüber hinaus hat er auch seine eigenen Auftritte. Die Vanitas – Szene zu seinen Ehren, wird ein anderer Clown zelebrieren.
Adlatus
Bereitet den äußeren Rahmen, für die weltlichen Zeremonien. Er beweihräuchert alle mit Seifenblasen. Auch er gehört zu den Hofnarren, welche die Vorstellung mit organisieren und für den reibungslosen Ablauf sorgen. Trotzdem ist er Clown und hat seine eigenen Auftritte, wie alle anderen auch.
Filius
Aus dem Ei geschlüpft. Natürlich drängelt der Filius sich vor. Filia ist dafür im Leben schneller, schlauer, gewiefter.
Filia
Die Jugend: (Eineiige Zwillinge Filius und Filia) Das sind Kids unserer Tage. Hier zeigt sich, wie alle Erziehungsversuche scheitern, wie langsam das Erziehungsschema kippt und die Großen lernfähiger werden. In Zeitraffer Momentaufnahmen durch die Kinderstube zum Sein.
Gäste
zum Fest der Gaukler und Narren. („Die Größten heute lebenden Künstler“)

## Szenarium

### Vorspiel
Hereinspaziert (Straßentheater)
Vor Beginn der Vorstellung im Stile der früheren Jahrmarktschreier das bevorstehende Narrenfest als Das Jahrhundertereignis anpreisen. (Straßentheater) Michel und Minna (fegen die Straße) „Hier muss doch irgendwo ein Fest sein.“ Ruhe, Ordnung, Sauberkeit. Einen anderen Lebensinhalt haben sie nicht. Auch Passanten werden von ihnen abgebürstet. Freak und Hippie versuchen sich das Geld für die Vorstellung zusammen zu schnorren.

### 1. Szene: Die Begrüßung
Der Zeremonienmeister betritt mit einem langen Zeremonienstab und den Buch mit den Sieben Siegeln die Bühne. Er legt das Buch sorgfältig auf einem Stehpult bereit. Die Clowns sind im Zuschauerraum und überall verteilt. Sie sind vergnügt und sprechen mit dem Publikum, sie fragen die Leute, ob es ihnen gut geht, ob sie gut sitzen usw.

### 2. Szene: Die einzelnen Charaktere
Jeder einzelne muss unverwechselbar sein und darf sich mit einer kleinen Nummer präsentieren. Diese Präsentation darf etwa eine halbe Minute dauern. Bei 20 Narren sind das immerhin 10 Minuten. Die ideale Zeit liegt bei etwa sieben Minuten für alle zusammen. Es darf nicht gehetzt werden und die Nummer muss sehr präzise, mit hoher Spannung gespielt werden.
Der gezeigte Charakter muss bis zum Schluss der Vorstellung durchgehalten und bei allen passenden Situationen eingesetzt werden, nur so ist es möglich, dass das Publikum von jedem, oder jeder einzelnen eine bleibende Erinnerung behält. Keine Klamotte machen nicht überziehen, oder überdrehen. Die Größe der Clowns liegt in der Gratwanderung zwischen Utopie und Realität, Sein und Schein, Tollpatschigkeit und Können, und dem Kampf mit der Tücke des Objekts,

### 3. Szene: Vorbereitung zum Fest
Szenenbeschreibung: Auftritt: Freak und Hippie; Freak im absoluten Gammel lock und Hippie ein echtes Blumenkind haben eingekauft. Der Einkaufswagen oder Handkarren quillt über. Es muss eine Diskrepanz zu ihrem äußeren Erscheinungsbild sein. Aus dem Einkaufswagen strotzt Wohlstand, Überfluss und Luxus während er von jedem Hoteldiener zum nächsten Müllhaufen umgeleitet werden würde. Dazu kommt, dass sie noch etwas Kleingeld, einige Hundertmarkscheine in handlichen Abreiß-Block bei sich haben und ausgiebig damit prahlen, wie preiswert und günstig sie doch die Sonderangebote haben ausnützen können. (Der Warenkorb wird inspiziert, Galan findet eine Rose, lyrische Liebesszene, Liebesgeheul, Galan wird verpackt, Das große Fressen! Die Papier-Ballschlacht, Achtung, der Michel kommt!)

### 4. Szene: Das Festmahl
Szenenbeschreibung: Die lange Tafel für das Festmahl wird aufgebaut und gedeckt, Stühle stehen nur an der dem Publikum gegenüberliegenden Seite. Alles geschieht sehr feierlich. Jeder ist bemüht, keinen Lärm zu machen. Wenn ein Teller klappert, oder etwas fällt, wird die Luft angehalten. Die ganze Szene erstarrt. Erst wenn sich nichts rührt und kein Michel kommt, geht es auf leisen Sohlen weiter, alles nimmt feierlich Platz. Aber ein Stuhl ist noch leer. Der Ehrenplatz in der Mitte. Der Steile Zahn (Der Heiße Feger, Europa) muss noch aus dem Publikum geholt werden, Der Alte und die Alte erkennen, dass es ihr Kind ist und sind strikt dagegen, dass Es zum Fahrenden Volk, zu den Gauklern geht. Mit diesen Zirkusleuten, bei denen man die Wäsche wegnehmen muss,
Der Galan verschluckt sich beim Essen und „legt“ unter größten Anstrengungen ein Ei. (Dies ist einer der Wendepunkte des Stückes, der Galan quält sich zwischen Leben und Tod. Er steht schließlich auf dem Tisch und kräht wie ein Gockel auf dem Misthaufen)
Alle bauen gemeinsam aus Tischen, Stühlen, Bänken, dem Einkaufswagen, (Leiterwagen) ein großes Nest. Das Nest sollte erhöht sein, eventuell etwas zurückgesetzt, an einer Gasse, oder über einer Klappe im Bühnenboden, Die Zwillinge müssen unbemerkt ins Nest kriechen können. Das Nest wird ausgepolstert mit Decken, Kissen, der Tischdecke und natürlich opfert jeder irgendetwas von sich, ein Kleidungsstück, eine Feder und bunte Bänder. Dabei ist darauf zu achten, dass irgendwo eine Öffnung für die Zwillinge bleibt.

### 5. Szene: Der Doktor kommt
Szenenbeschreibung: Steiler Zahn brütet wie eine Glucke. Sie ist etwas dumpf und reagiert überhaupt nicht mehr. Die Clowns versuchen sie aufzuheitern. Leider ohne Erfolg, sie machen vor ihr derbe Späße......nichts! Die Clowns machen Handstand, Kopfstand, spielen ihr lustige Szenen vor und versuchen sie zum Lachen zu bringen. Jeder zeigt den schönsten Slapstick – ohne Erfolg.

### 6. Szene: Der schnöde Mammon
Szenenbeschreibung: Der Doktor besteht darauf, dass die Rechnung sofort bezahlt wird. Die Clowns versuchen Geld von der Bank abzuheben. Die Vorfreude lässt sie schon Luftschlösser bauen. Das Lied vom Euro! Der Doktor wird auch Clown. Mit Michel und Minna wird eine Pause vereinbart.

## Pause
In der Pause nehmen jeweils zwei Clowns zusammen einen Bauchladen; einer trägt ihn, der andere hat die Kasse (Blechbüchse im klappern) (z. B. flache Obstkisten mit Krepppapier verkleiden und einen langen bunten Tragegurt befestigen.)

### 7. Szene: Die Hochzeit
Szenenbeschreibung: Steiler Zahn brütet immer noch – die ganze Pause über saß sie auf ihrem Nest und wurde immer wieder vom Galan gefüttert, umsorgt und liebkost. Natürlich auch geschminkt, so dass sie den Clowns gleicht. Wenn die Clowns versammelt sind, wird sie zur Hochzeit von den Brautjungfern eingekleidet. Dabei ist es wichtig, sie gegen die Blicke der Neugierigen abzuschirmen. Auf der anderen Seite wird der Galan von seinen Freunden angezogen. Er nimmt Abschied vom Junggesellenleben! Er säuft und säuft und säuft! Vor einem improvisierten Altar zelebriert der Pope die Trauung, Hierauf folgt die variable Szene Verwandtenbesuch.

### 8. Szene: Der Tod
Szenenbeschreibung: Zwei Kleiderbündel rücken plötzlich in den Mittelpunkt des Interesses. Es sind die Kleider von Oma und Opa! Nur noch Überreste von ihnen. Der Doktor stellt den Tod vom Großvater und von der Großmutter fest und schreibt für die Erbschaft den Totenschein aus. Die Vanitas-Kugeln und die Hüllen werden vom Popen beigesetzt. Galan und Steiler Zahn nehmen gemeinsam die Beileidsbekundungen entgegen. Der Leichenschmaus wird organisiert.

### 9. Szene: Die Geburt
Szenenbeschreibung: Steiler Zahn brütet unverdrossen weiter. Der Doktor weigert sich zu praktizieren, da er seinen Beruf an den Nagel gehängt hat. Erst wenn sich jemand aus dem Publikum meldet, schimpft er und macht es lieber selbst. Die Stimmen der Zwillinge aus dem Ei. Die Stimmung schlägt in einen Freudentaumel um. Achtung, der Michel kommt! Die Brut schlüpft. Dann folgt das dritte Clowns-Defilee zur Geburt.

### 10. Szene: Die Brut
Szenenbeschreibung: Die Zwillinge sind die Regisseure dieser Szene. Sie überwachen und zensieren den Ablauf. Sie bestimmen und lassen keine Veränderung zu. Aber alles Neue wird registriert und bei der nächsten Wiederholung genau so erwartet, (genau, penibel und pingelig) Das Grundmuster der Zwillingsfütterung, wird ständig wiederholt. Galan beginnt mit erhobener Schöpfkelle Gudigudigudigudi, daraufhin sagen die Zwillinge „Bläah!“ und „Nmläeh!“ Dann sagt Steiler Zahn im Wechsel „Ein Häppchen für Oma, oder Opa“, Hierbei müssen die Zwillinge genau aufpassen. Sie verbessern sofort, wenn etwas anders ist. Jede Bewegung muss gleich sein. Wenn z. B. das Gudigudigudigudi anders klingt, oder die Schöpfkelle nicht richtig hochgehalten wird, protestieren sie sofort. Bei jeder Wiederholung kommt ein Clown dazu, bis sich alle in grotesker Weise beteiligen. Bei einem Clown darf sich auch, an Stelle der aufmunternden Geste, autoritäre Ungeduld erschleichen. Sogar ein Fluch vielleicht; verbunden mit dem berüchtigten Wutausbruch. Die Eltern sollten dann beschwichtigen. Auch das wird präzise in der nächsten Runde wiederholt. Sollte an irgendeiner Stelle das Publikum applaudieren, oder eine Person im Publikum besonders gelacht haben, oder ein Zwischenruf gewesen sein, so müssen bei der nächsten Wiederholung die Zwillinge darauf hinweisen, wie das vorher war und sich so lange mit Bläah! und Nrnläeh! weigern, bis an der richtigen Stelle wieder Applaus kommt, der Lacher wieder da ist, oder der Zwischenruf genau so wiederholt wird. Eventuell muss Steiler Zahn das Publikum darum bitten (weil die Lieben Kleinen sonst verhungern), oder der Galan, oder die Clowns. Der Hofnarr kann natürlich ins Publikum und dort stellvertretend applaudieren, oder dazwischen rufen. Auch kann er in Gespräch ermuntern, mit zu machen (Aber Vorsicht: „Die ich rief, die Geister, werd' ich nun nicht los!“). Diese Szene kann bei Bedarf gekürzt werden je nach der Laune der Zuschauer.

### 11. Szene: Die Aufklärung
Szenenbeschreibung: Die Aufklärung geschieht hier, wie fast überall nur unvollständig, oder durch Eigeninitiative. Nachdem Filius und Filia die Clowns aufgeklärt haben, treffen sie sich im Hintergrund und Besprechen ihren Großen Auftritt der gleich kommen wird. Sie sind jetzt richtige Clowns geworden und werden sich gleich mit ihrer ersten Nummer präsentieren. Die Clowns bereiten ihnen die Plattform, das Klima und bilden einen Halbkreis für ihre erste, große Vorstellung.

### 12. Szene: Die Schlussapotheose
Szenenbeschreibung: Der Trubel auf der Bühne muss wieder einmal einen Höhepunkt erreicht haben, damit der Michel auftreten kann. Je größer der Trubel ist, desto größer ist der Unterschied zwischen Freude und Schrecken über das Ertappt- werden. Es muss eine Fallhöhe vorhanden sein, damit die Szene an Spannung gewinnt. Nach dem Motto: Je höher, desto platsch! Das Publikum muss glauben, die Vorstellung sei zu Ende. Die Clowns verbeugen sich quasi zum Schlussapplaus. – Das Publikum in die Falle laufen lassen. – Erst dann tritt Michel auf und verbeugt sich auch. Alle Clowns stehen im lockeren Halbkreis, legen einen Zeigefinger vor den Mund und zeigen mit dem anderen auf Michel. Sie gebieten erschreckt, so dem Publikum Ruhe.

### Nachspiel
Nach der Vorstellung, wenn die Zuschauer die Spielstätte verlassen, gehen jeweils Zeremonienmeister und Hofnarr sowie Pope und Adlatus zu den Ausgängen. Dort verlesen sie die Vanitas-Assoziationen im Wechsel mit: „Vanitas vanitatum et omnia vanitas“. Hofnarr und Adlatus pusten Seifenblasen über die Zuschauer. Alle anderen Clowns verteilen die Vanitas-Schnipsel vom Krepppapierband Narrenfest, welches zu Beginn der Vorstellung quer über die Bühne gespannt war. Dazwischen gibt es Slapsticks, kleine Nummern, Späße, Albernheiten, Gespräche mit Zuschauern und viel Spaß.

### Die Applausordnung
Applaus: Es muss immer wieder gesagt werden: Keine falsche Schau und nicht zieren. Der Applaus, und besonders der Schlussapplaus muss genau organisiert sein. Das ist der letzte Eindruck, den das Publikum von der Vorstellung mit nach Hause nimmt, Disziplin ist hier wichtiger, denn je. Das ist nicht zu unterschätzen, Hier bitte noch ein letztes Mal Konzentration. Der Beifall ist das tägliche Brot der Narren. Er muss so gierig entgegengenommen werden, wie sich Kinder im Karneval auf die Kamelle stürzen. Applaus ist Licht, Sonne, Meer und Gage! Um den besten Platz an der Sonne, darf es auch mal kleine Rempeleien und Reibereien geben. Wichtig ist immer die Versöhnung, die Gemeinsamkeit, die Einigkeit.

## Die Variablen Szenen

### Einschub: Vanitas vanitatum
Szenenbeschreibung: Diese Szene wird immer dann eingeschoben, wenn ein neuer Clown eingeführt, oder geehrt wird. Vanitas Clowns-Symbole sind z. B. zerbrechliche Gläserne Kugeln, Holzkugeln, oder Schweinsblasen, in denen früher der Narr (niederländisch Sot) ein Abbild von sich selbst mit sich trug. Seifenblasen und Luftballons haben gewiss ähnliche Bedeutung. Als Sinnbild der hohlen und leeren Welt, stehen sie für deren Zerbrechlichkeit und demonstrieren unsere Eitelkeit.
Zur Vanitas-Assoziation, mögen weitere Sinnbilder und Attribute beitragen: Runde Brote, Sottebollen (Narrenkugeln), Berliner Ballen, die Schellen an den Zipfeln der Gewänder mancher Narren, die Kahlköpfigkeit, ein nackter Hintern, die Marotte (Narrenkappe, oder Puppe auf dem Narrenzepter), auch korrespondiert die Vanitas-Kugel mit dem Reichsapfel, der ja angeblich mit Asche oder Erde gefüllt war, um den Träger an die Vergänglichkeit der Welt, der Macht, zu erinnern, der Apfel vom Baum der Erkenntnis und der Purzelbaum, wenn wir uns kugeln.
Hier werden leichte Styropor-Kugeln verwendet, die an einer Ordenskette mit dem Namenszug des Trägers versehen um den Hals getragen werden.
Bei jedem Clowns-Defilee wird die Vanitas-Kugel von der Kette abgetrennt und dem Hofnarren zugeworfen und erhält so den Stellenwert einer Visitenkarte. Für die Clowns ist die Vanitas-Kugel auch Sinnbild des Lebens. Oft spielen wir leichtfertig damit. Wer sie verliert, hat seine Berechtigung Clown zu sein, verwirkt. (Siehe die beiden Alten, die Ihre Kugel ablegen und langsam aus unserer Erinnerung schwinden.) Wir müssen also um unser Leben spielen, um die Clowns-Kugel nach unserem Auftritt, zurückzubekommen. Solange wir die Vanitas-Kugel haben, spielen wir, leben wir.

### Einschub: Achtung der Michel kommt
Die Minna/Michel-Szene kann jederzeit bei großem Trubel auf der Bühne eingeschoben werden. Bei jedem erneuten Auftreten hat Michel einen großen Bruder mehr, und somit auch mehr Hunde. Je großer Bruder ein Hund. „Achtung!, der MICHEL kommt!“

### Einschub: Der Verwandtenbesuch
Szenenbeschreibung: Diese Szene wird bei verschiedenen Anlässen gespielt. Die Bilder müssen sich gleichen. Der äußere Rahmen, der Text, die Gesten, die Stellungen auf der Bühne müssen gleich sein. Nur die innere Einstellung ist eine andere.